# Chemex

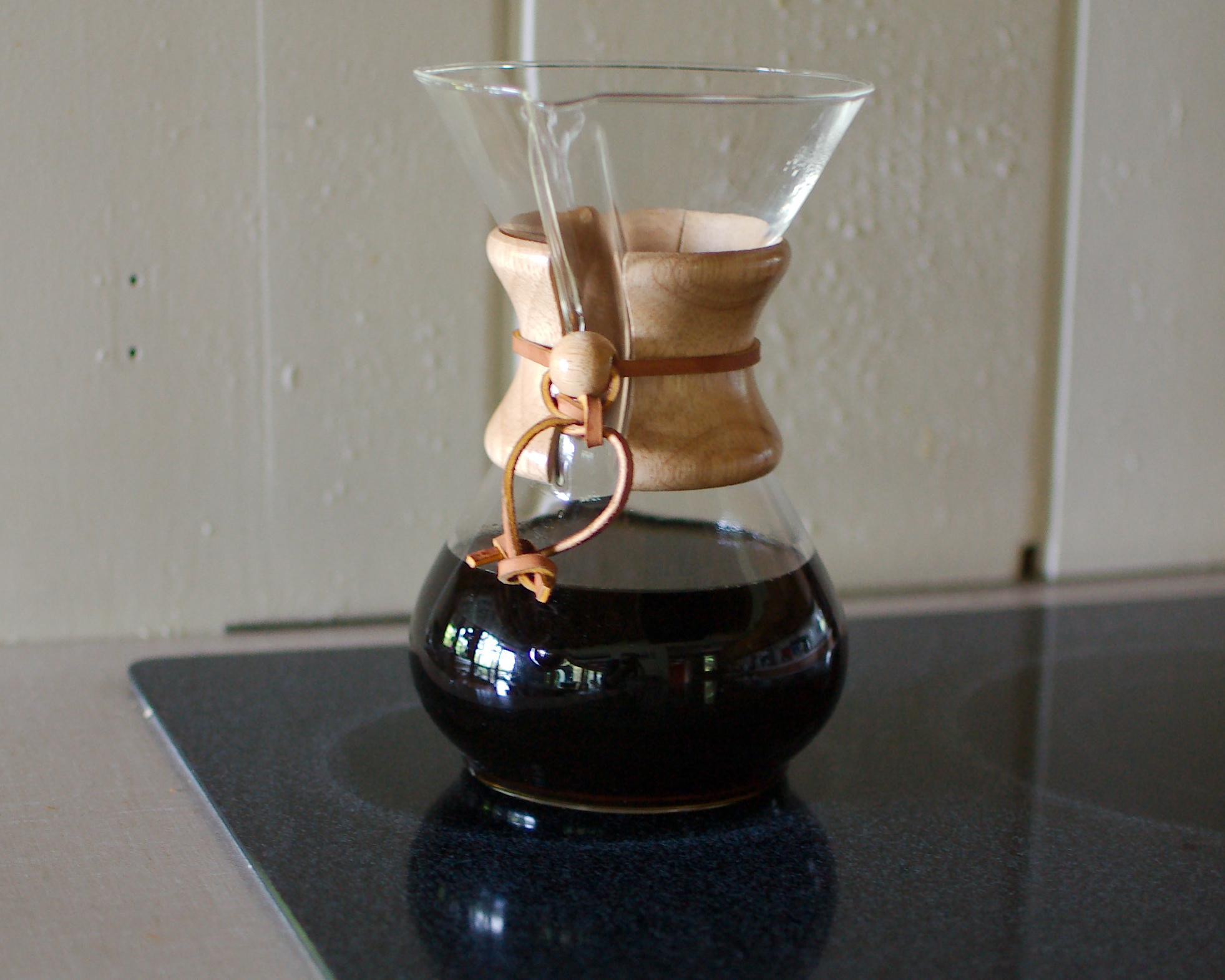
Eine Chemex-Kaffeekaraffe mit aufgebrühtem Kaffee

Die Chemex ist eine 1941 vom Chemiker Peter Schlumbohm erfundene, manuelle Filterkaffeemaschine aus Glas, die bis heute von der Chemex Corporation mit Sitz in Chicopee (Massachusetts, USA) hergestellt und vertrieben wird.
Die Chemex ist laut Aussage von Designern des Illinois Institute of Technology „eines der am besten designten Produkte der Moderne“. Als solches wurde sie 1958 auch in die Sammlung des Museum of Modern Art in New York aufgenommen.

## Design
Die Chemex besteht aus einem Glaskolben in Form einer Sanduhr. Sie ähnelt in ihrer Form einem Erlenmeyer-Kolben, hat anders als dieser jedoch einen konischen, trichterförmigen Hals anstelle eines zylindrischen. Die Chemex verwendet spezielle Kaffeepapierfilter, die dicker als Standard-Filterpapier für eine Filterkaffeemaschine oder eine Hario V60 sind, so dass Kaffeeöle und -sedimente deutlich stärker zurückgehalten werden. Man erhält deshalb einen sehr „sauberen“, klaren Kaffee, in dem die Säure sehr gut definiert ist und nur wenige Bitterstoffe durch das Papier dringen.
Optisch am markantesten ist der hitzebeständige „Holzkragen“ um den Hals der Chemex, was die Handhabung und das Eingießen von heißem Wasser erleichtern. Dieser Holzkragen besteht aus zwei Teilen, wodurch er gut um den Glashals passt. Die beiden Teile werden lose von einem Lederriemen zusammengehalten. Die Stücke sind nicht fest miteinander verbunden und können sich noch leicht bewegen, in ihrer Position fixiert durch die sich nach unten und oben konische Form der Karaffe. Für ein Designobjekt, das wesentlich während der Moderne und der Zeit der Präzisionsarbeit populär wurde, war die Gegenüberstellung von natürlichem Holz und dem handgebundenen Knoten mit dem Laborhaften durch die Ähnlichkeit zum Erlenmeyer-Kolben ein markantes Merkmal seines Erscheinungsbildes.

## Zubereitung
Der Kaffee wird mit der Chemex aufgebrüht, indem man zuerst den speziellen Papierfilter in den Flaschenhals einlegt und ihn kurz mit heißem Wasser ausspült, um den Eigengeschmack des Papieres zu verringern. Anschließend mit dem gemahlenen Kaffee füllen. Der Mahlgrad sollte etwas gröber als für einen Hario V60 und feiner als bei einer French Press sein. Das heiße aufzugießende Wasser sollte idealerweise eine Temperatur von 93–96 °C haben. Den gemahlenen Kaffee dann kurz im Filter mit einer geringen Menge befeuchten, so dass dieser „aufblüht“ (sogenanntes Blooming). Schließlich die gewünschte Menge Wasser über den gemahlenen Kaffee in den Filter aufgießen und darauf warten, dass dieses durch das Papier sickert.

## Popkulturelle Referenzen
In dem Liebesfilm Sabrina aus dem Jahr 1954 steht eine Chemex in der Ecke des Büros von Linus’ Bar. Im Roman (1957) und Film (1963) Liebesgrüße aus Moskau bereitet James Bond seinen Frühstückskaffee in London mit einer Chemex zu.
Die Chemex kommt auch in der Küche von Rosemary und Guy Woodshouse in Roman Polańskis Film Rosemaries Baby aus dem Jahre 1968 sowie im Film Die Harten und die Zarten von 1969 vor.
In dem Klassiker  Bettgeflüster mit Doris Day und Rock Hudson ist die Chemex mehrfach in der Küche von Jane alias Doris Day zu sehen.
In der Fernsehserie Die Mary Tyler Moore Show (1970–1977) hat Mary Richards, gespielt von Mary Tyler Moore, eine Chemex in der Küche ihrer Wohnung.
In einem biographischen Film Vor der Morgenröte über Stefan Zweig ist ebenfalls eine Chemex zu sehen.
In der erfolgreichen US-amerikanischen Sitcom Friends (1994–2004) ist mehrfach eine Chemex in der Wohnung von Monica Geller zu sehen.
Eine Chemex-artige Kaffeekaraffe steht auf Charles Boyles Schreibtisch in Brooklyn Nine-Nine (2013), Staffel 1, Episode 13 „Die Wette“. Boyles mahlt 24 Gramm „herrliche neue Kaffeebohnen“ auf die Größe von „tunesischem Sand“.
In Christopher Nolans Film Interstellar wird eine Chemex als Wasserkaraffe verwendet.